# Roko Leni Ukić
Roko Leni Ukic (Split, Croàcia, 12 de maig de 1984) és un jugador de bàsquet professional que actualment juga al KK Split. Mesura 1,96 metres i pesa 86 quilos i la seva posició en el camp és la de base.

## Carrera esportiva
La seva carrera com professional va començar al KK Split de Croàcia, en on va estar des de la temporada 2000/2001 fins a la 2004/2005 amb mitjanes de punts per partit de 18,5 i mitjana d'assistència de 4'3 en el seu últim any allí. Amb aquestes bons nombres
va propiciar que fos participant del Draft de l'NBA de 2005 en el qual va aconseguir un notable 41è lloc pels Toronto Raptors. No obstant això davant el risc de començar de reserva i tenir poques opurtunitats va decidir rebutjar l'NBA i optar per jugar amb el TAU Ceràmica, equip de l'ACB espanyola, el qual ja li havia proposat una oferta. Va estar solament un any en aquest club, en on va tenir bones actuacions i va participar en la consecució de la Copa del Rei pel TAU, encara que no va tenir tota la confiança del tècnic Velimir Perasović.
L'estiu de 2006 fitxa pel Winterthur Barcelona, un dels rivals directes del TAU.
En les seves actuacions destaca per la seva desimboltura i la bona quantitat de punts que anota, a més de la característica de tenir la sang freda amb la pilota en les mans en els últims segons de final possessió, quart o partit, amb fins i tot bona estadística d'anotació en aquests espais de temps.

## Palmarès
- 3 x Lliga croata de bàsquet: (2003, 2015, 2018)
- 2 x Lliga turca de bàsquet: (2010, 2011)
- 2 x A1 Ethniki: (2013, 2014)
- 3 x Copa croata de bàsquet: (2004, 2015, 2018)
- 2 x Copes del Rei: (2006, 2007)
- 2 x Copa turca de bàsquet: (2010, 2011)
- 2 x Copa grega de bàsquet: (2013, 2014)
- 1 x Supercopa eslovena de bàsquet: (2020)
- 1 x Supercopa adriàtica de bàsquet: (2017)